# Pizzo Fornalino
Il Pizzo Fornalino (detto anche Pizzo del Fornalino - 2.562 m s.l.m.) è una montagna delle Alpi Pennine. Si trova in Piemonte nella provincia del Verbano-Cusio-Ossola tra i comuni di Bognanco e di Antrona Schieranco.

## Caratteristiche
Tra il 23 e il 26 febbraio 1980 Ambrogio Fogar, Graziano Bianchi e Ambrogio Veronelli sulla parete est aprirono una via d'arrampicata lunga 350 m, fin alla vetta.
Nel 2005, il 24 agosto, giorno della sua morte, ad Ambrogio Fogar fu intitolato il bivacco Ambrogio Fogar, situato sul Fornalino.

## Salita alla vetta
Si può salire sulla vetta partendo da Pizzanco, località di Bognanco.